# Dasyprocta guamara
Dasyprocta guamara là một loài động vật có vú trong họ Dasyproctidae, bộ Gặm nhấm. Loài này được Ojasti mô tả năm 1972.

## Hình ảnh

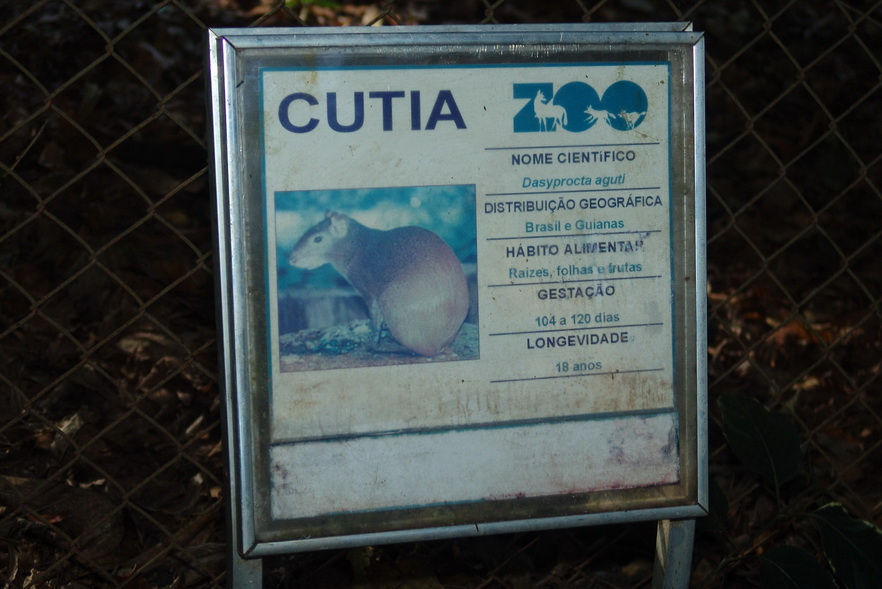
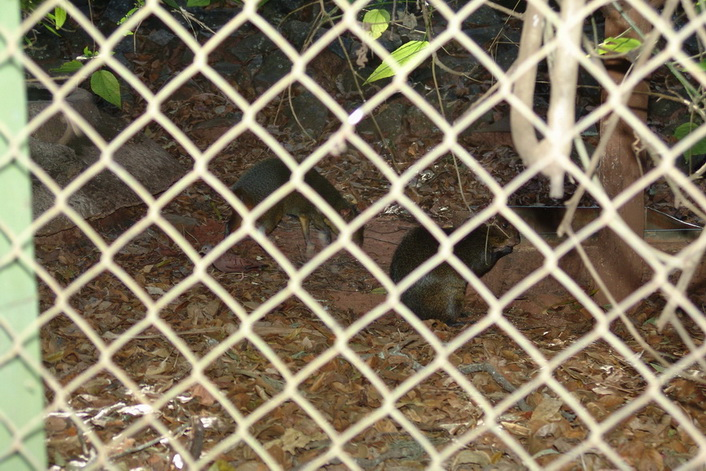